# Деменко Борис Вадимович
Борис Вадимович Деменко (20 квітня 1941, Львів — 4 квітня 2021) — український піаніст, музикознавець, педагог, доктор мистецтвознавства (1997). Професор (2000). Член НСКУ (1991). Голова правління Музфонду України (1994—96).

## Життєпис
Навчався у Київській консерваторії (клас фортепіано В. Нільсена, В. Топіліна, В. Воробйова, А. Лисенко, 1960—65), в аспірантурі при Московському музично-педагогічному інституті імені Гнєсіних (керівник Ю. Рагс, 1975—79), Закінчив докторантуру при ІМФЕ (науковий консультант О. Костюк, 1993—96).

Могила Бориса Деменка, Байкове кладовище

Як піаніст Деменко — представник «стилю аналітичного експресіонізму» (В. Сильвестров), виконав усі твори для фортепіано Б. Лятошинського, перший виконавець окремих творів для фортепіано Б. Буєвського, В. Годзяцького, Л. Грабовського, В. Губи, В. Загорцева, Ю. Іщенка, В. Сильвестрова, П. Соловкіна, Є. Станковича, В. Філіпенка, Л. Піпкова та ін. Мав записи на Українському радіо. Записав до фондів Українського радіо цикл Л. Піпкова «Весняні мотиви», шістнадцять метроритмічних п'єс, ор. 78.
Брав участь у фільмі «Зі стежок на шлях широкий» (до 150-річчя від дня народження М. Лисенка, режисер Ю. Суярко); «Б. М. Лятошинський» (до 100-річчя від дня народження, режисер В. Скворцов).
Викладач Харківського інституту мистецтв (1965), Київського педагогічного інституту (1967—1970), Київського інституту культури (з 1970). 1994—1997 — завідувач відділу мистецько-естетичних проблем культури Науково-дослідного центру інституту культури. Від 1998 — професор кафедри фортепіано, з 2001 — професор кафедри теорії музики й музичного виховання.
Помер на 80-му році життя 4 квітня 2021 року. Похований разом з дружиною у колумбарії Байкового кладовища (50°24′56.26″ пн. ш. 30°30′5.22″ сх. д. / 50.4156278° пн. ш. 30.5014500° сх. д.).

## Дискографія
- CD — «Borys Lyatoshynsky, Vol. 2: Complete piano S» — TNC CD Н1430/ tnc recordings, USA;
- «Борис Лятошинський: Твори для фортепіано. Виконує Борис Деменко». — ТВЕ—025-02. — 2005, НРУ.

## Літературні твори
- Вопросы полиритмики в теории и практике музыкального искусства : диссертация кандидата искусствоведения : 17.00.02. - Москва, 1981. - 196 с. : ил.
- Докторська дисертація «Специфікація категорії часу в поняттях музичної науки» (К., 1997);
- Полиритмика / Б. Деменко. - Киев : Муз. Україна, 1988. - 119 с. : нот. ил.; 21 см.
- Методичні поради до самостійного вивчення фортепіано творів радянських композиторів. — Вип. 9: Литовська РСР. — К, 1986. — Ч. 1 (у співавт.); 1987. — Ч. 2;
- Методичні поради до самостійного вивчення фортепіано творів Я. Гаршьча. — К., 1987;
- Рекомендована література з курсу фортепіано. — К., 1990;
- Робота піаніста над поліритмічними труднощами // Питання фортепіанної педагогіки. — К., 1981;
- Ритміка в жанрах болгарської музики // Укр. муз-во. — К., 1991. — Вип. 26;
- М. В. Лисенко: становлення національної музичної самосвідомості в Україні // Питання культурології. — К., 1993. — Вип. 12;
- історія української культури і кардинальні питання її наукового висвітлення II Питання культурології. — К., 1994. — Вип. 13. — Ч. 1;
- Етномонізм духовних засад української культури у формуванні національної музичної самосвідомості // 36. наук, праць. — К., 1994;
- Проблема часу в інтерпретації творів Б. Лятошинського // Музичний світ Бориса Лятошинського. — К., 1995;